# Loire-Authion
Loire-Authion község Franciaország Loire mente régiójában, Maine-et-Loire megyében. Új községként 2016. január 1-jén jött létre Saint-Mathurin-sur-Loire, Andard, Bauné, La Bohalle, Brain-sur-l’Authion, Corné és La Daguenière községek egyesítésével. Lakosainak száma 16 588 fő (2022. január 1.).

## Népesség
| Lakosok száma | 15 702 | 15 812 | 15 902 | 16 293 | 16 416 | 16 588 |
|               | 2017   | 2018   | 2019   | 2020   | 2021   | 2022   |